# سرای (سرزمین آلتای)
سرای (به لاتین: Sarai) یک منطقهٔ مسکونی در روسیه است که در سرزمین آلتای واقع شده‌است.